# Bataille de Varsovie (1915)
Pour les articles homonymes, voir Bataille de Varsovie et Grande Retraite (homonymie).
Première Guerre mondiale
Batailles
Front d'Europe de l’Est
- Stallupönen (08-1914)
- Gumbinnen (08-1914)
- Tannenberg (08-1914)
- Île d'Odensholm (08-1914)
- Lemberg (08-1914)
- Krasnik (08-1914)
- Komarów (08-1914)
- Lacs de Mazurie (I) (09-1914)
- Przemyśl (09-1914)
- Vistule (09-1914)
- Łódź (11-1914)
- Limanowa (12-1914)
- Bolimov (01-1915)
- Zwinin (02-1915)
- Lacs de Mazurie (II) (02-1915)
- Przasnysz (02-03-1915)
- Schaulen (04-07-1915)
- Gorlice-Tarnów (05-1915)
- Boug (06-08-1915)
- Narew (07-08-1915)
- Novogeorgievsk (08-1915)
- Varsovie (08-1915)
- Sventiany (09-1915)
- Lac Narotch (03-1916)
- Offensive Broussilov (06-1916)
- Offensive de Baranavitchy (07-1916)
- Turtucaia (09-1916)
- Offensive Flămânda (09-1916)
- Argeș (12-1916)
- Offensive Kerenski (07-1917)
- Bataille de Riga (09-1917)
- Opération Albion (09-10-1917)
- Mărășești (08-1917)
- Traité de Brest-Litovsk (03-1918)
- Traité de Brest-Litovsk (03-1918)
- Bakhmatch (03-1918)

Front d'Europe de l’Ouest
Front italien
Front des Balkans
Front du Moyen-Orient
Front africain
Bataille de l'Atlantique
La bataille de Varsovie (également connue sous le nom de Grande Retraite) opposa du 17 août au 14 septembre 1915 les forces de l'Empire russe à celle de l'Empire allemand, dans le cadre de la Première Guerre mondiale.
Elle s'acheva par une défaite de l'armée russe qui dut se retirer de Pologne. Elle marque le point culminant des défaites russes sur le Front de l'Est cette année.

## Contexte
En mai et juin 1915, les forces allemandes et austro-hongroises du groupe d'armées von Mackensen lancent une grande opération (offensive de Gorlice-Tarnów) qui leur permet de reprendre à l'armée impériale russe la plus grande partie de la Galicie, perdue l'année précédente lors de la bataille de Lemberg. Les empires centraux poursuivent leur offensive en direction des rivières Hnyla Lypa, Zolota Lypa et Boug. La 11e armée allemande, amenée du front de l'Ouest en avril, et la 1re armée austro-hongroise sont déplacées de la Pologne occidentale vers la région de Lviv (Lemberg) pour former l'aile sud de la prochaine offensive. Elles sont appuyées sur leur flanc est par une nouvelle grande unité sous commandement allemand, l'armée du Boug (général Alexander von Linsingen), que vient renforcer le corps des Beskides détaché de la 10e armée allemande. Les Austro-Hongrois remettent en état leurs voies ferrées qui, cependant, sont en partie à voie unique et d'une capacité limitée. Le temps estival, chaud et orageux, se prête bien aux opérations malgré la médiocrité du réseau routier. Le 28 juin, à la conférence de Pless, le chef d'état-major général allemand Erich von Falkenhayn et son collègue austro-hongrois Franz Conrad von Hötzendorf discutent de la prochaine offensive. Conrad aurait voulu écarter von Linsingen, avec qui il s'entend mal, et confier la direction du groupe d'armées du sud au général austro-hongrois Karl von Pflanzer-Baltin : Falkenhayn lui réplique que le choix du commandement est du seul ressort du haut état-major allemand.
Le 29 juin 1915, le groupe d'armées austro-allemand commandé par August von Mackensen, qui avait marqué un temps d'arrêt dans le sud de la Pologne après l'offensive de Gorlice-Tarnów, reprend son avance à l'est de la Vistule. L'offensive du Boug permet de repousser les Russes vers le Boug.
Les préparatifs allemands sont ralentis par la crainte de maladies épidémiques comme le choléra et le typhus mais, le 2 juillet 1915, à la conférence de Posen, Falkenhayn, soutenu par Guillaume II, impose à Conrad son projet d'une grande offensive conjointe pour s'emparer de l'ensemble de la Pologne russe. Cette offensive doit réunir le groupe d’armées von Mackensen au sud et celui du maréchal Paul von Hindenburg, secondé par le quartier-maître général Erich Ludendorff, au nord.
Les forces russes s'efforcent de raccourcir leurs lignes et se regroupent vers la Pologne centrale. Au milieu de juillet 1915, les Allemands sont aux portes de Varsovie. L'armée russe, commandée par le grand-duc Nicolas Nikolaïevitch, manque désespérément de matériel et s'appuie sur des fortifications désuètes.

## Déroulement de la bataille

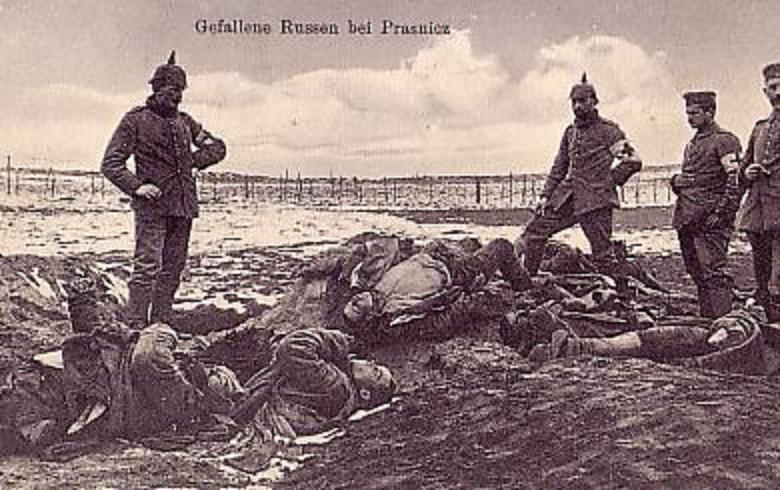
Soldats russes tués près de Przasnysz (front de la Narew), carte postale allemande, 1915

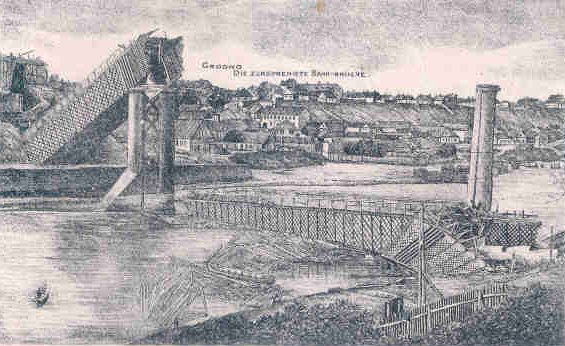
Pont détruit à Hrodna, carte postale allemande, 1915.

Les 13 et 14 juillet, le groupe allemand commandé par Max von Gallwitz, en province de Prusse-Orientale et dans le nord de la Pologne, passe à l'offensive sur la Narew. L'offensive de la Narew, au nord-est de Varsovie, tourne à l'avantage des Allemands : en quelques semaines, la 1re armée russe doit se replier en ayant perdu 80 % de son effectif.
Début août, l'armée russe abandonne la forteresse d'Ivangorod (aujourd'hui Dęblin). Avec le recul continu russe, la 2e armée russe, qui couvrait Varsovie, est menacée d'encerclement et doit battre en retraite : les Russes font sauter le pont Nicolas II (actuel pont Poniatowski), traversant la Vistule à Powiśle, afin de couvrir leurs arrières. La 12e armée allemande, sous les ordres de Gallwitz, y fait son entrée les 4-5 août. La forteresse de Novogeorgievsk, au nord-ouest de Varsovie, au confluent du Narew et de la Vistule, est encerclée : le siège de Novogeorgievsk s'achève par la capitulation de la garnison le 20 août ; les Allemands y font 90 000 prisonniers.
Le 6 août, la forteresse d'Osowiec, à l'extrémité est de la ligne du Narew, est attaquée par les Allemands qui font usage de gaz : c'est un des premiers emplois de l'arme chimique sur le front de l'Est. Cependant, les survivants russes repoussent l'assaut allemand. La forteresse n'est évacuée que le 25 août.
À partir du 20 août, les forces austro-hongroises lancent une offensive sur le flanc sud, reprennent l'est de la Galicie occupé par les Russes un an plus tôt et entrent en territoire russe en Volhynie. La bataille de Rivne (en russe, Rovno) est cependant indécise : les forces russes opposent une résistance plus forte que prévu et la 8e armée russe, commandée par Alexeï Broussilov, contre-attaque entre le 13 et le 24 septembre entre Rivne et Loutsk. Il faut l'intervention d'un corps allemand commandé par Friedrich von Gerok pour rétablir la situation et stabiliser le front sur le Styr entre le 25 et le 28 septembre. Les Austro-Hongrois ont subi de lourdes pertes (230 800 hommes pendant l'ensemble de la campagne) pour un avantage limité.
Dans les secteurs centre et nord du front, les Allemands, après avoir reçu des renforts considérables des 8e, 10e et 12e armées, prennent Brest-Litovsk le 25 août. Le 19 septembre, les forces de Hindenburg s'emparent de Vilnius. L'offensive de Sventiany, qui visait à élargir la percée en Lituanie, est cependant arrêtée par la 2e armée russe entre le 15 septembre et le 2 octobre.

## Conséquences

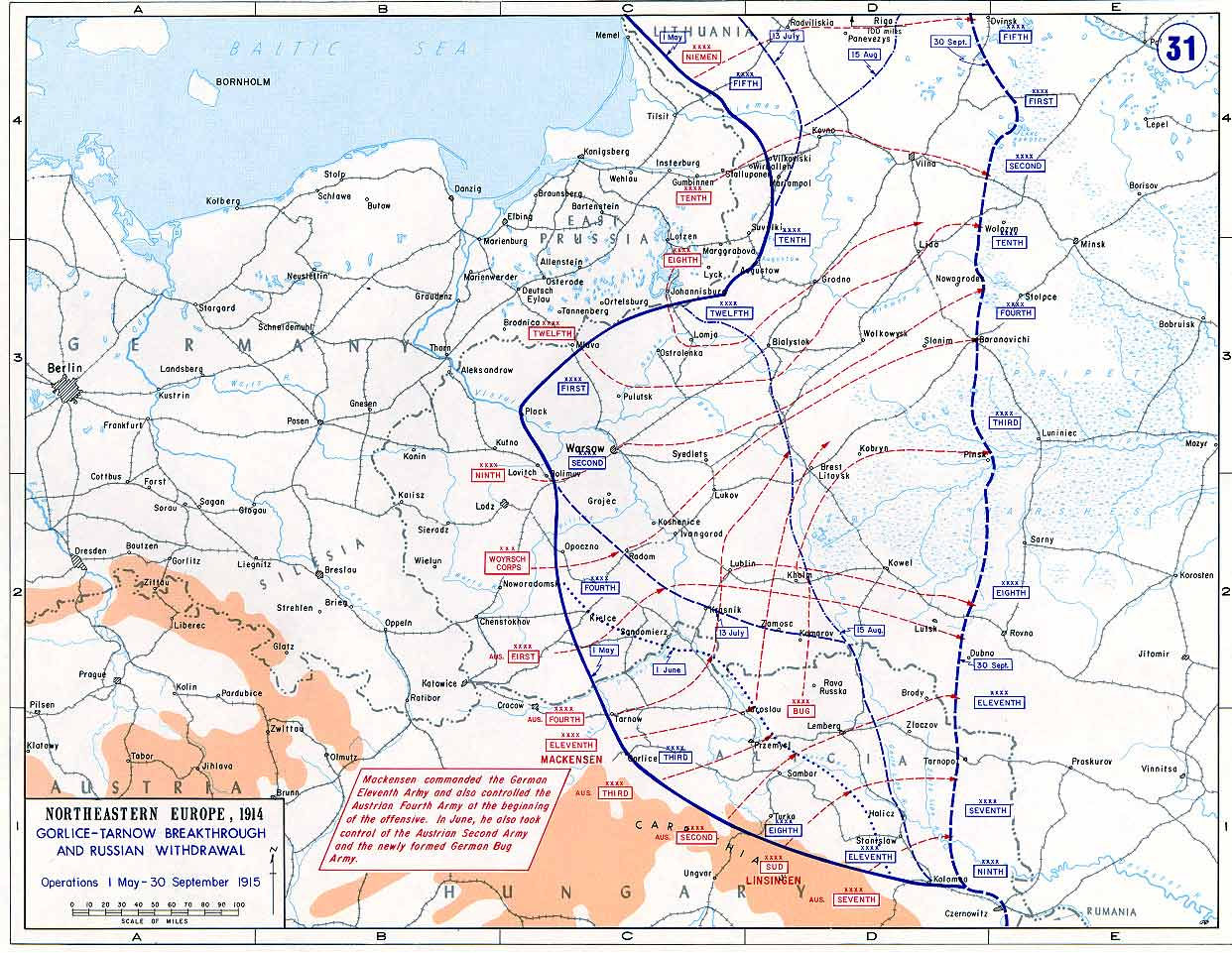
La retraite russe, mai-septembre 1915

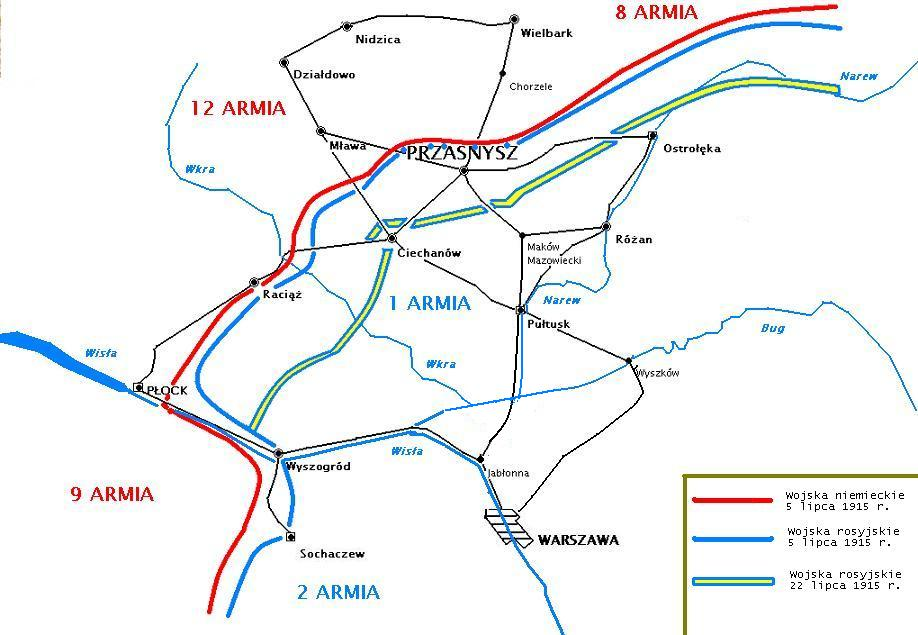
L'offensive du Narew : lignes allemandes au 5 juillet 1915 (rouge), lignes russes au 5 juillet (bleu) et au 22 juillet (vert)

La Grande Retraite de 1915 est un désastre pour la Russie qui perd 15 % de son territoire européen, 10 % de son réseau ferré, presque 20 % de sa population et 30 % de son industrie. Son armée a perdu 2,5 millions d'hommes tués, blessés ou faits prisonniers.
À la suite de cette bataille désastreuse, le tsar Nicolas II limoge le grand-duc Nicolas Nikolaïevitch et prend le commandement direct des armées, persuadé de faire son devoir envers l'Empire russe. Cette décision, annoncée au conseil des ministres le 6 août 1915, y provoque la consternation au point que 8 ministres déclarent désapprouver la décision impériale.
La retraite de l’armée russe contraint à la fuite 54 % de la population de la Courlande, 46 % de celle de la ville de Vilnius, 26 % de celle de toute la Lituanie. Dans l’intérieur de la Russie, en mai 1916, on compte environ 4 millions de réfugiés, soit 5 % de la population totale. Au début de l’année 1917, ils sont 6 millions.
Les Russes, sévèrement défaits, ont cependant échappé à un encerclement total. Ils se replient sur une ligne Riga-Pinsk-Tchernivtsi et restent en état de continuer la guerre. Ils tenteront de reprendre l'initiative en mars 1916 avec l'offensive du lac Narotch et surtout en juin 1916 avec l'offensive Broussilov.

## Ordre de bataille
Ordre de bataille au 13 juillet 1915, du nord au sud :

### Empires centraux
- 10e armée allemande
- 8e armée allemande
- 12e armée allemande (Armeegruppe Gallwitz)
- 9e armée allemande
- Armeegruppe Woyrsch allemande
- 4e armée austro-hongroise
- 11e armée allemande
- 1re armée austro-hongroise
- Armée du Boug allemande
- 2e armée austro-hongroise
- Armée du Sud allemande
- 7e armée austro-hongroise

### Russie
- 5e armée
- 10e armée
- 12e armée
- 1re armée
- 2e armée
- 4e armée
- 3e armée
- 8e armée
- 11e armée